# St. Margareta (Mamming)

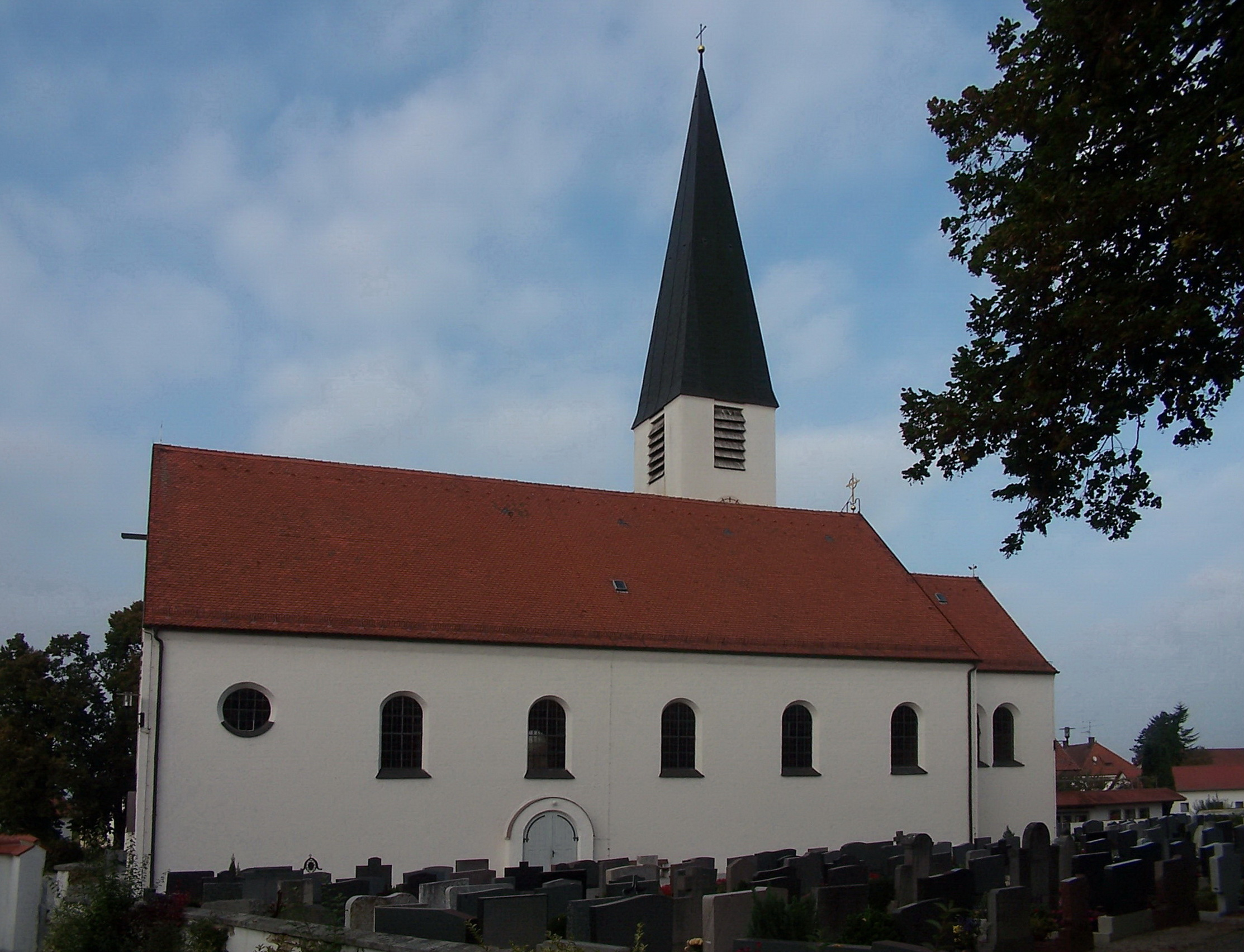
Außenansicht der Pfarrkirche St. Margareta in Mamming

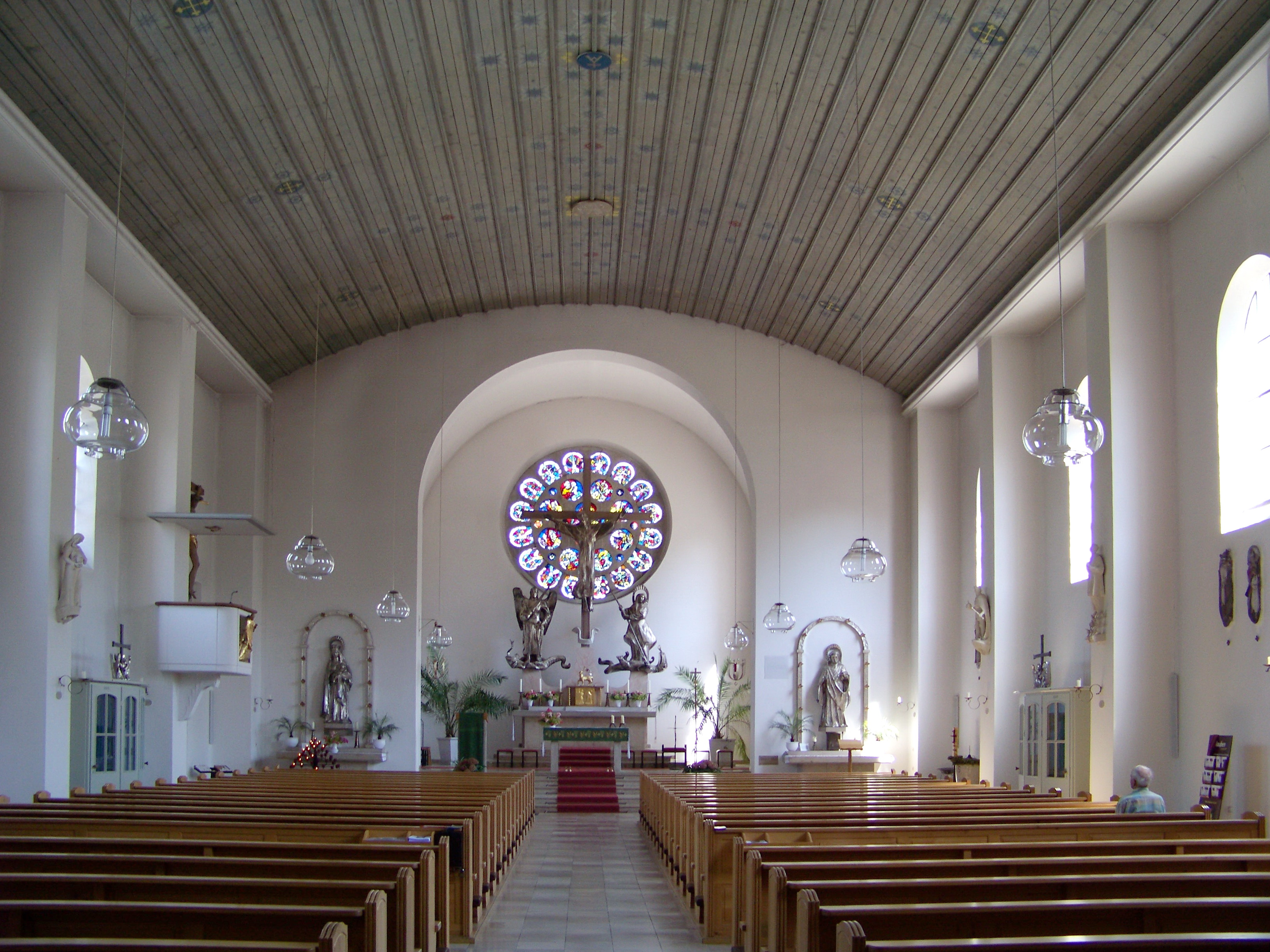
Innenraum

Die römisch-katholische Pfarrkirche St. Margareta in Mamming, einer Ortschaft im niederbayerischen Landkreis Dingolfing-Landau, ist der Nachfolgebau einer im Zweiten Weltkrieg vollständig zerstörten spätgotischen Kirche. Das in den Jahren 1947 bis 1949 erbaute Gotteshaus war die erste in den Nachkriegsjahren neu erbaute Kirche im Bistum Regensburg. Heute gilt besonders die Ausstattung als bedeutendes Beispiel der modernen sakralen Kunst vor dem Zweiten Vatikanischen Konzil und ist als Baudenkmal in die Bayerische Denkmalliste eingetragen.

## Geschichte
Im 15. Jahrhundert entstand an gleicher Stelle eine spätgotische Kirche, die ebenfalls der heiligen Margareta geweiht war. Um 1740 erfolgte eine Barockisierung, im 19. Jahrhundert die Regotisierung. Dadurch erhielt das Gotteshaus eine im Wesentlichen neugotische Ausstattung. Am 29. April 1945 wurde der Turm der alten Pfarrkirche beim Beschuss des Dorfes durch die US-amerikanischen Luftstreitkräfte so schwer getroffen, dass er auch Langhaus und Chor zum Einsturz brachte. Der Bau wurde dadurch vollständig zerstört. Auch Pfarrer Joseph Heinrich kam ums Leben, da er von einem Granatsplitter in den Unterleib getroffen wurde, als er gerade eine weiße Fahne aufziehen wollte. Nach einer anderen Version wurde er von einem SS-Mann, bzw. von einem "Verteidiger" des Dorfes erschossen, der das Hissen der weißen Fahne verhindern wollte.
Dem großen Einsatz seines Nachfolgers Heinrich Kaiser, der von 1945 bis 1960 Pfarrer in Mamming war, und der Ortsbevölkerung ist die schnelle Neuerrichtung der Pfarrkirche zu verdanken. Bereits 1947 konnte der Grundstein zu dem Bau gelegt werden, der von Friedrich Ferdinand Haindl entworfen wurde. Während auch Teile der Innenausstattung von Haindl entworfen wurden, zeichnete der Münchner Bildhauer Josef Henselmann, der ab 1948 Präsident der Akademie der Bildenden Künste in München war, für die figurale Ausstattung verantwortlich. Nach nur zwei Jahren, am 1. Mai 1949 konnte Bischof Michael Buchberger die neue Pfarrkirche konsekrieren.
Im Jahr 1986 wurde das ursprüngliche Schieferdach des Turmes aus Sicherheitsgründen durch ein Kupferdach ersetzt. In den 1990er Jahren erfolgte unter Pfarrer BGR Johann Federhofer eine Renovierung und Neugestaltung der Kirche. So wurde unter anderem das Kirchengestühl erneuert, eine neue Orgel mit 22 Registern bei der Firma Orgelbau Sandtner aus Dillingen an der Donau angeschafft und drei neue Bronzeglocken aufgezogen, die heute zusammen mit einer vierten, bereits vorhandenen Glocke von dem 55 Meter hohen Turm läuten.

## Architektur
Der Außenbau der modernen Pfarrkirche ist sehr schlicht in kubischen Formen gehalten. Das Langhaus, bestehend aus sechs Jochen, und der auf der Ostseite anschließende zweiachsige, eingezogene Chor werden nur durch die hohen Rundbogenfenster aufgelockert. Einzig im rückwärtigen Langhausjoch finden sich Ovalfenster auf der Höhe der Orgelempore. An der Ostfassade, unmittelbar hinter dem Hochaltar, befindet sich eine Fensterrose mit einem Durchmesser von 4,5 Metern. Sämtliche Anbauten befinden sich auf der Nordseite: an den Chor ist die zweigeschossige Sakristei angefügt, an das erste Langhausjoch von Osten der Turm und an das hinterste Langhausjoch die Kriegergedächtniskapelle. Das Langhaus wird von einer Flachtonne aus Holz überspannt, die auf einfachen Wandpfeilern ruht. Der um fünf Stufen erhöhte Chorraum wird von einem rundbogigen, verputzten Tonnengewölbe abgeschlossen.
Der einschiffige Kirchenraum ist inklusive des Chores 41 Meter lang und 16 Meter breit. Der Turm besitzt die beachtliche Höhe von 55 Metern und prägt daher das Ortsbild Mammings.

## Ausstattung

Hochaltar

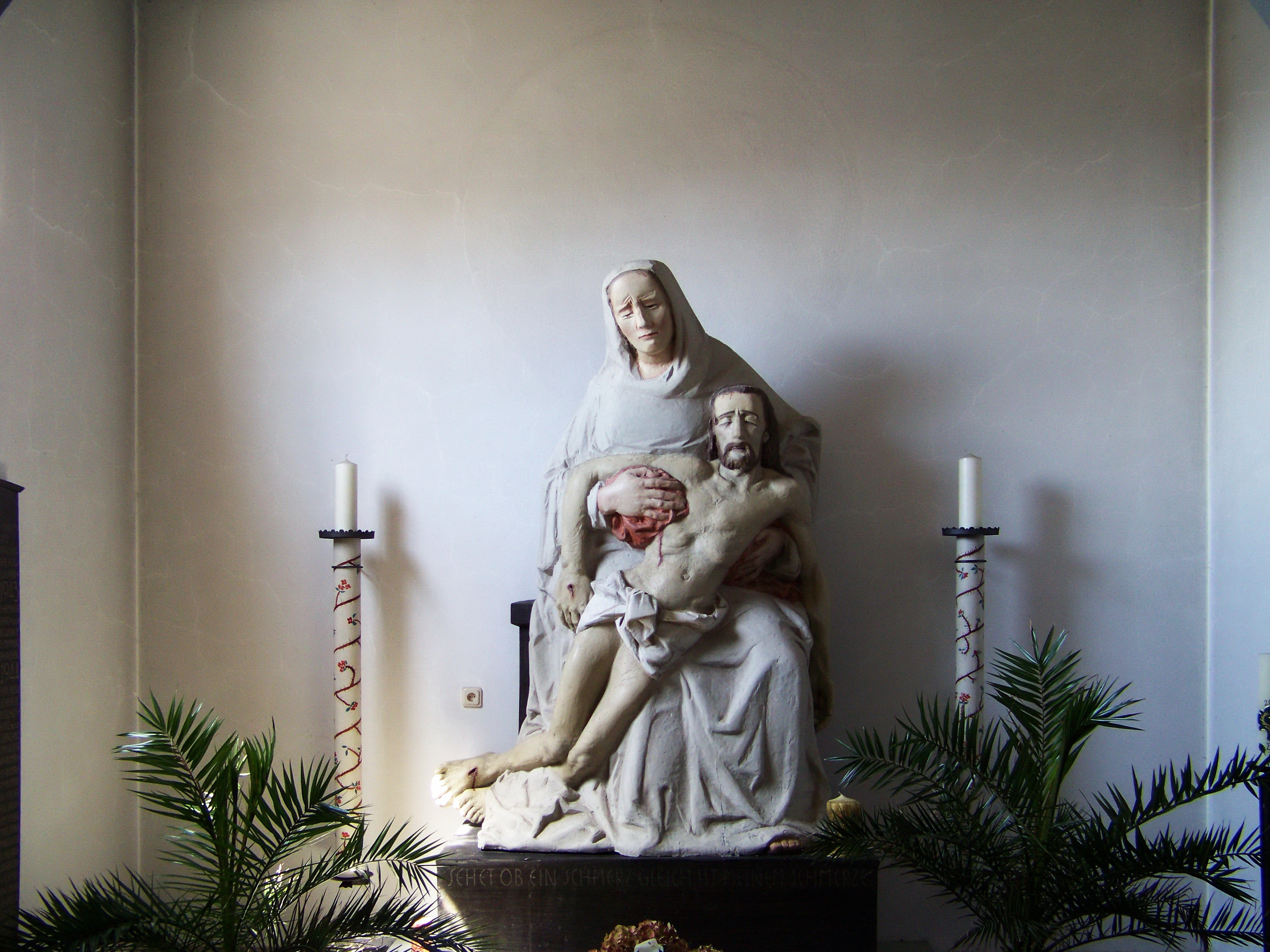
Pietà in der Kriegergedächtniskapelle

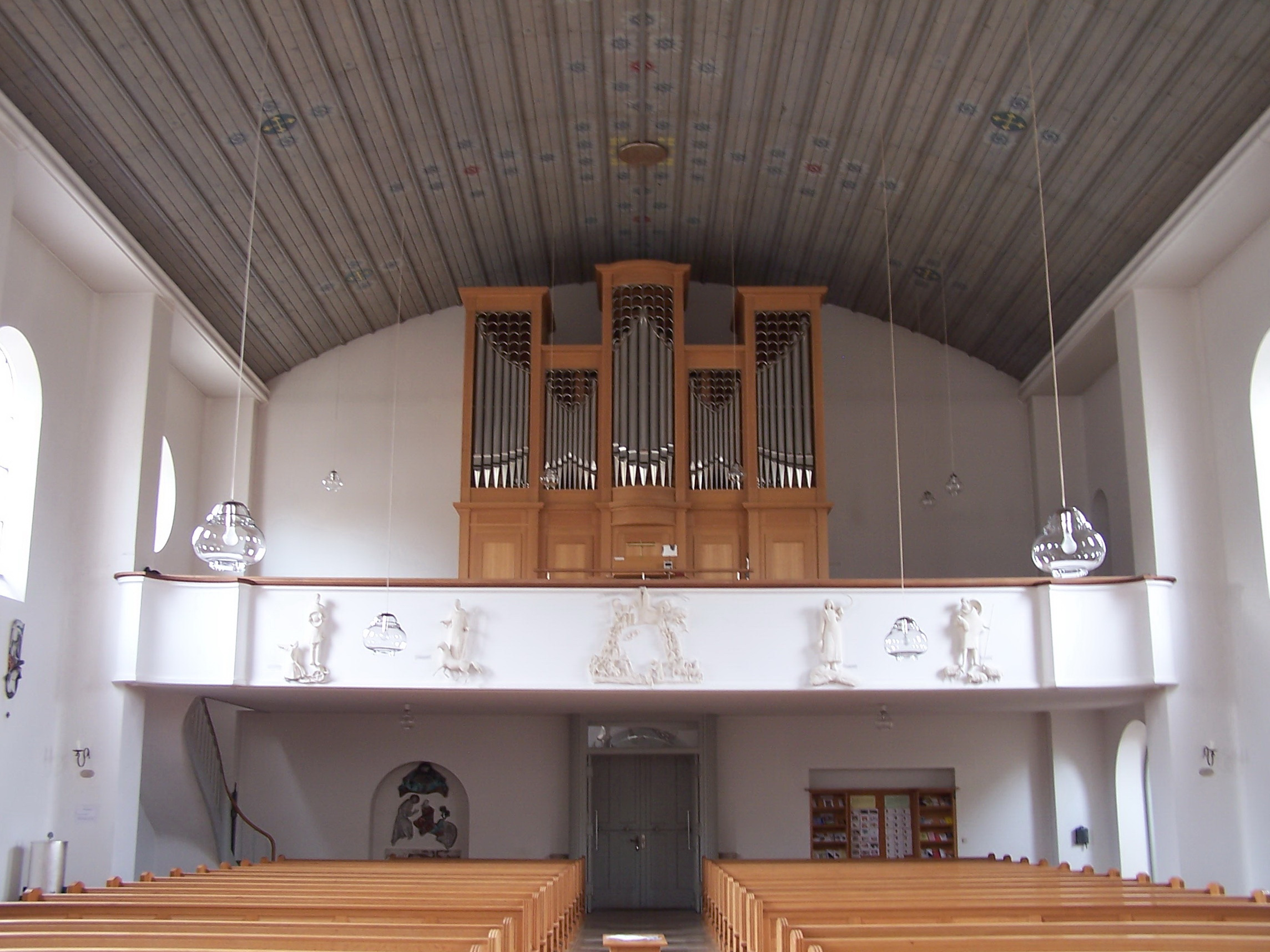
Gegenblick zur Westempore mit der Sandtner-Orgel von 1995

Auf dem Hochaltar erhebt sich mittig ein sechs Meter hohes Kruzifix, das von Henselmann entworfen wurde. Daneben sind überlebensgroße Figuren des heiligen Michael (links) und der heilige Margareta (rechts) angeordnet, beide auf einem Drachen als Symbol des Bösen stehend. Auf dem Tabernakel thront das Lamm Gottes mit der Siegesfahne. Links und rechts des Chorbogens befinden sich die Seitenaltäre mit Figuren der heiligen Maria mit dem Jesuskind (links) und des heiligen Josef mit einer Lilie. Sämtliche Altarfiguren wurden von Henselmann entworfen und sind aus Pappelholz geschnitzt. Später wurden sie vom Henselmann-Schüler Leopold Hafner mit versilberten Kupferplatten beschlagen. Josef Henselmann gestaltete etwa zur gleichen Zeit den Hochaltar des Passauer Domes.
Die Gestaltung der Fensterrose an der Stirnseite des Chorraums übernahm Josef Oberberger, der auch zwei Fenster für den Regensburger Dom entwarf. Thematisiert wird der biblische Schöpfungsbericht. In der Mitte ist Gott Vater als Schöpfer von Himmel und Erde dargestellt, rundum verschiedene Szenen aus dem Buch Genesis.
An den Wandpfeilern sind stuckierte Figuren angebracht, welche die Heiligen Sigismund, Laurentius, Wolfgang, Heinrich, Maria Magdalena, Katharina und Barbara darstellen. An der Emporenbrüstung sind weitere Stuckfiguren der „Bauernheiligen“ Wendelin, Notburga, Leonhard und Isidor zu finden. In der Mitte ist ein Stuckrelief der Wallfahrt nach Freising angeordnet, die wahrscheinlich bereits um 1500 bestand.
Der Kreuzwegzyklus wurde 1952 von dem jungen Bildhauer Anton Rückel aus der Akademieklasse von Josef Henselmann gestaltet. Er besteht aus 14 Keramikreliefs, die mit einer Glasur aus Glas und Metall überzogen sind. In der Kriegergedächtniskapelle, die an der Nordwestecke des Langhauses zu finden ist, steht eine überlebensgroße Pietà, die Henselmann 1925 geschaffen hatte und bei einer Ausstellung für sakrale Kunst in Rom ausgezeichnet wurde. In der Kapelle liegt auch der beim Beschuss Mammings verstorbene Pfarrer Joseph Heinrich begraben.

## Orgel
Der im Zweiten Weltkrieg zerstörte Vorgängerbau besaß eine Orgel, die Ludwig Edenhofer aus Regen im Jahr 1876 erbaut hatte. Das einmanualige Instrument umfasste acht Register.
In der neuen Pfarrkirche wurde um 1960 eine Orgel von Michael Weise aus Plattling aufgestellt. Das Kegelladeninstrument mit pneumatischer Spiel- und Registertraktur, seitlich angebautem Spieltisch und Freipfeifenprospekt ist nicht erhalten. Es umfasste insgesamt 20 Register auf zwei Manualen und Pedal. Die Disposition lautete wie folgt:
| I Manual C–g3 |              |       |
| 1.            | Principal    | 8′    |
| 2.            | Quintade     | 8′    |
| 3.            | Rohrflöte    | 8′    |
| 4.            | Octav        | 4′    |
| 5.            | Kleingedeckt | 4′    |
| 6.            | Oktävlein    | 2′    |
| 7.            | Mixtur IV    | 1 ⁄3′ |
| 8.            | Trompete     | 8′    |

| II Manual C–g3 |                 |       |
| 9.             | Salicional      | 8′    |
| 10.            | Gedackt         | 8′    |
| 11.            | Principal       | 4′    |
| 12.            | Spitzflöte      | 4′    |
| 13.            | Nachthorn       | 2′    |
| 14.            | Sesquialtera II | 2 ⁄3′ |
| 15.            | Cimbel III      | 1′    |

| Pedal C–f1 |           |     |
| 16.        | Subbaß    | 16′ |
| 17.        | Zartbaß   | 16′ |
| 18.        | Octavbaß  | 8′  |
| 19.        | Choralbaß | 4′  |
| 20.        | Posaune   | 16′ |

- Koppeln: II/I, II/P, I/P, Super I, Sub II/I

Die heutige Orgel wurde im Jahr 1995 von der Firma Orgelbau Sandtner in Dillingen an der Donau geschaffen. Das vollmechanische Instrument umfasst 22 Register auf zwei Manualen und Pedal. Es besitzt folgende Disposition:
| I Hauptwerk |             |       |
| 1.          | Principal   | 8′    |
| 2.          | Tibia       | 8′    |
| 3.          | Rohrflöte   | 8′    |
| 4.          | Octave      | 4′    |
| 5.          | Holzflöte   | 4′    |
| 6.          | Superoctave | 2′    |
| 7.          | Mixtur IV-V | 1 ⁄3′ |
| 8.          | Trompete    | 8′    |

| II Schwellwerk |                |       |
| 9.             | Gedackt        | 8′    |
| 10.            | Salicional     | 8′    |
| 11.            | Vox coelestis  | 8′    |
| 12.            | Fugara         | 4′    |
| 13.            | Blockflöte     | 4′    |
| 14.            | Sesquialter II | 2 ⁄3′ |
| 15.            | Piccolo        | 2′    |
| 16.            | Plein Jeu III  | 2′    |
| 17.            | Oboe           | 8′    |
|                | Tremulant      |       |

| Pedal |          |     |
| 18.   | Subbaß   | 16′ |
| 19.   | Octavbaß | 8′  |
| 20.   | Baßflöte | 8′  |
| 21.   | Octave   | 4′  |
| 22.   | Posaune  | 16′ |

- Koppeln: II/I, I/P, II/P
- Spielhilfen: Organo Pleno (für die Principalstimmen von I und P)